# Emmaljunga
Emmaljunga is een plaats in de gemeente Hässleholm in Skåne de zuidelijkste provincie van Zweden. De plaats heeft 291 inwoners (2005) en een oppervlakte van 84 hectare.

## Verkeer en vervoer
Bij de plaats loopt de Länsväg 117.
Door de plaats loopt de spoorlijn Markarydsbanan.